# مبادرة كنوز السعودية
مبادرة كنوز السعودية (بالإنجليزية: Konoz initiative) هي مبادرة تابعة لوزارة الإعلام السعودية، أطلقت في عام 2023، وتهدف لتوثيق الثراء الثقافيّ والإسهام الحضاريّ والفكريّ في السعودية، وإبراز قصص نجاح المواطن السعوديّ، وذلك عبر إنتاج محتوى مرئيّ بمعايير عالمية بالتعاون مع شركات وجهات محلية يعكس الهوية السعودية، ويسهم في التعريف بالثقافة السعودية وتراث وتاريخ السعودية، على المستويات الإقليمية والدولية، وحجم الإنجازات التي تشهدها في الوقت الحاضر وفقاً لرؤية 2030.

## التاريخ
بدأت المبادرة إنتاجاتها فعليًّا منذ عام 2020، بفلم "مرحلة صعبة"، بينما تم إطلاقها رسميًّا من قِبل وزارة الإعلام في يناير 2023، وقد أنتجت المبادرة أعمالًا عدة ما بين أفلام وثائقية وسلاسل بينما تقوم حاليًا بالإعداد لمزيد من الأعمال التي سيتم إطلاقها خلال العامين القادمين، وقد حصدت أعمالها عديدًا من الجوائز المحلية والدولية، مسجلة حضورًا ملفتًا على الساحة الفنية والثقافية بالمملكة والمنطقة، ويمكن مشاهدة أعمالها معروضة بمنصات عربية وعالمية مثل "نتفليكس" و"شاهد"وغيرها من المنصات.

## المبادرة
تندرج مبادرة كنوز السعودية ضمن مبادرات برنامج برنامج تنمية القدرات البشرية، أحد برامج رؤية السعودية 2030، وتهدف إلى التوثيق المرئيّ للكنوز التي تزخر بها السعودية، كما تسعى إلى الإسهام في إحداث نقلة فنية فريدة على مستوى الإنتاج الفنيّ. وبحسب الرئيس التنفيذيّ لمبادرة كنوز، فإنّ الإطلاق الرسميّ للمبادرة جاء في إطار اهتمام رؤية السعودية 2030 بتطوير إنتاج المحتوى المرئيّ المحليّ. مضيفًا أن المبادرة أنجزت خلال السنوات السابقة عددًا من مشاريع الأفلام الوثائقية، وما زالت في طور إنتاج وتنفيذ عدد أكبر من المشاريع في السنوات القادمة.

## الأفلام
| الفلم               | التاريخ | ملاحظات |
| ------------------- | ------- | --- |
| مرحلة صعبة          | 2020    | |
| ضربة حظ             | 2021    | |
| حجة الرسول          | 2022    | |
| نورس العرب          | 2022    | |
| على حدّ سواء         | 2022    | |
| الفصل 295           | 2023    | |
| من هالأرض           | 2023    | |
| ماذا يأكل السعوديون | 2023    | |
| هورايزن             | 2024    | |
| راعي الأجرب         | 2024    | |
| المحطة سبعة         | 2024    | |
| بخروش               | 2024    | |
| ثروات خالدة         | 2025    | يتناول قصة وتاريخ قطاع الأوقاف في السعودية.                                                                                       |
| ليلة الصفراء        | 2025    | فلم قصير يروي قصة معركة وادي الصفراء إحدى المعارك الكبرى في تاريخ الدولة السعودية الأولى.                                         |
| الوجهة              | 2025    | يستعرض التطورات التي شهدتها السعودية في مختلف المجالات، ويبز خطواتها الثابتة نحو تحقيق رؤية المملكة 2030 وتحولها إلى وجهة للعالم. |

## الجوائز
حصدت أعمال مبادرة كنوز السعودية على العديد من الجوائز، أهمها:

### مهرجان تيلي في نيويورك
حصل فلم "هورايزن" على أربع جوائز فضية في الفئات التالية:
- التصوير السينمائيّ.
- الطبيعة والحياة البرية.
- المسلسلات التلفزيونية العامة.
- الأعمال الخاصة بالمعلومات العامة.

كما حصد فلم "المحطة سبعة" على ثلاث جوائز، هي:
- جائزة فضية عن فئة التصوير السينمائيّ
- جائزة برونزية عن فئة الأفلام الوثائقية الطويلة.
- جائزة برونزية عن فئة التصوير السينمائيّ.

### جائزة هيرميز الدولية البلاتينية
- فاز الفلم الوثائقي "هورايزن" بجائزة "هيرميز" الإبداعية الدولية الشهيرة عن الفئة البلاتينية، وذلك عن حملة إطلاقه الترويجية، بعد أن واجه منافسة شديدة مع العديد من الأعمال الدولية.[3][21]

### جائزة ماركوم الدولية للأعمال الإبداعية
- فازت مبادرة كنوز السعودية؛ بجائزة ماركوم الدولية للأعمال الإبداعية عن فيديو الإطلاق للمبادرة التي أنتجته للتعريف بكنوز.[15]

### جوائز فيدي البلاتينية
- حصد فلم "راعي الأجرب" جائزة فيدي البلاتينية في التصوير السينمائيّ.
- حصد فلم "هورايزن" جائزة مسار الخطة التسويقية المتكاملة.
- حصد فلم "المحطة سبعة" جائزتي التصوير السينمائيّ والوثائقيات.
- حصد "فيديو إطلاق المبادرة" بجائزة مسار الترويج.

### جوائز فيقا
- حصد فلم "راعي الأجرب" الجائزة البلاتينية في مسارات: الإخراج، والتصوير السينمائيّ، والأفلام القصيرة في جوائز فيقا.
- حصد فلم "المحطة سبعة" الجائزة البلاتينية في مساري التسويق، والوثائقيات الطويلة.
- حصد "فيديو إطلاق المبادرة" على جائزة مسار الترويج.[14]

### جائزة النخلة الذهبية
- حصد فلم "هورايزن" جائزة النخلة الذهبية في مهرجان أفلام السعودية بدورته العاشرة، عن فئة أفضل فلم عن البيئة السعودية.[22]
- حصد فلم "بخروش" بجائزة النخلة الذهبية كأفضل تصوير سينمائيّ في المهرجان نفسه.